# Starczewo Wielkie (gromada)
Starczewo Wielkie (alt. Starczewo-Wielkie) – dawna gromada, czyli najmniejsza jednostka podziału terytorialnego Polskiej Rzeczypospolitej Ludowej w latach 1954–1972.
Gromady, z gromadzkimi radami narodowymi (GRN) jako organami władzy najniższego stopnia na wsi, funkcjonowały od reformy reorganizującej administrację wiejską przeprowadzonej jesienią 1954 do momentu ich zniesienia z dniem 1 stycznia 1973, tym samym wypierając organizację gminną w latach 1954–1972.
Gromadę Starczewo-Wielkie (z użyciem łącznika) z siedzibą GRN w Starczewie-Wielkim (sic!) utworzono – jako jedną z 8759 gromad na obszarze Polski – w powiecie płońskim w woj. warszawskim, na mocy uchwały nr VI/10/14/54 WRN w Warszawie z dnia 5 października 1954. W skład jednostki weszły obszary dotychczasowych gromad Błomino-Gule, Błomino Gumowskie, Błomino-Jeże, Sadkowo, Starczewo-Pobodze, Starczewo Wielkie, Wierzbica Szlachecka i Zbyszyno Wielkie ze zniesionej gminy Sarnowo oraz obszar dotychczasowej gromady Maława ze zniesionej gminy Strożęcin w tymże powiecie. Dla gromady ustalono 11 członków gromadzkiej rady narodowej.
31 grudnia 1959 z gromady Starczewo Wielkie wyłączono wsie Maława-Kowale i Zbyszno, włączając je do gromady Baboszewo w tymże powiecie, po czym gromadę Starczewo Wielkie zniesiono a jej (pozostały) obszar włączono do gromady Dzierzążnia tamże.